# Textura del cielo (videojuegos)
 

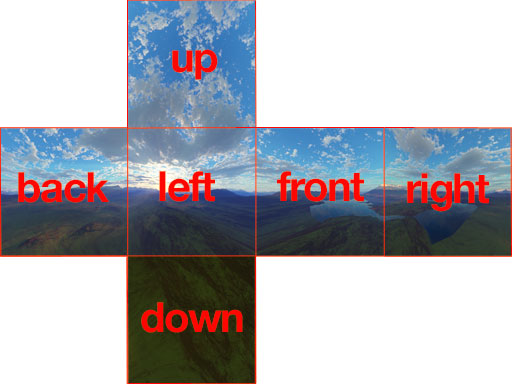
Ejemplo de una textura que se puede asignar a las caras de un cubo, con las caras etiquetadas.

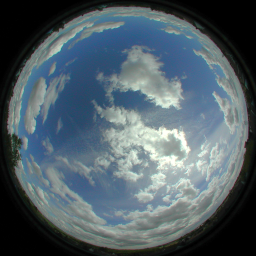
Ejemplo de textura para una textura de esfera celestehemisférica.

Una textura del cielo (también llamada skybox, por su nombre en inglés) es un método para crear fondos para los niveles de videojuegos, haciendo que parezcan más grande de lo que realmente son. Al utilizar este método, el nivel estará realmente encerrado en un cuboide. El cielo, las montañas y edificios distantes y otros objetos inalcanzables se proyectan sobre las caras del cubo (utilizando una técnica llamada mapeo de cubos), creando así la ilusión de un entorno tridimensional distante. Una esfera celeste (skydome, en inglés) emplea el mismo concepto pero utiliza una esfera o un hemisferio en lugar de un cubo.
El procesamiento de gráficos 3D es computacionalmente costoso, especialmente en juegos en tiempo real, y plantea diversas limitaciones. Los niveles deben procesarse a velocidades tremendas, lo que dificulta la representación de vastos paisajes celestes en tiempo real. Además, los gráficos en tiempo real generalmente tienen búferes de profundidad con una profundidad de bits limitada, lo que limita la cantidad de detalles que se pueden representar a distancia.

## Texturas del cielo avanzadas
Las texturas del cielo simples, basadas en texturas sin más, tenían graves desventajas. No podían contener animaciones y todos los objetos se veían a la misma distancia en el infinito. Parecían simples y, debido a ciertas limitaciones, era difícil para los diseñadores ser creativos con esas características. Pero a partir de finales de la década de 1990, algunos diseñadores de juegos construyeron pequeños elementos de geometría 3D para que aparecieran en la textura del cielo, creando una mejor ilusión de profundidad, además de una textura tradicional acompañada de objetos muy lejanos. Esta textura con modelos se coloca en una ubicación inalcanzable, generalmente fuera de los límites del mapa, para evitar que los jugadores accedan a ella.
En Half-Life 2, este efecto se utilizó ampliamente para mostrar La Ciudadela, una enorme estructura en el centro de Ciudad 17. En los últimos capítulos del juego, el jugador viaja a través de la ciudad hacia la Ciudadela, el efecto de la textura del cielo lo hace crecer progresivamente con el movimiento del jugador, pareciendo completamente parte del nivel. Cuando el jugador llega a la base de la Ciudadela, esta se rompe en dos pedazos. Una pequeña sección inferior es parte del mapa principal, mientras que la sección superior está en la textura del cielo 3D. Las dos secciones se combinan a la perfección para aparecer como una sola estructura.